# Велика Ока
Велика Ока́ (рос. Большая Ока, башк. Оло Аҡа) — село у складі Мечетлінського району Башкортостану, Росія. Адміністративний центр Великоокинської сільської ради.
Населення — 1064 особи (2010; 1201 у 2002).
Національний склад:
- татари — 60 %
- башкири — 27 %